# Oscar Strasnoy

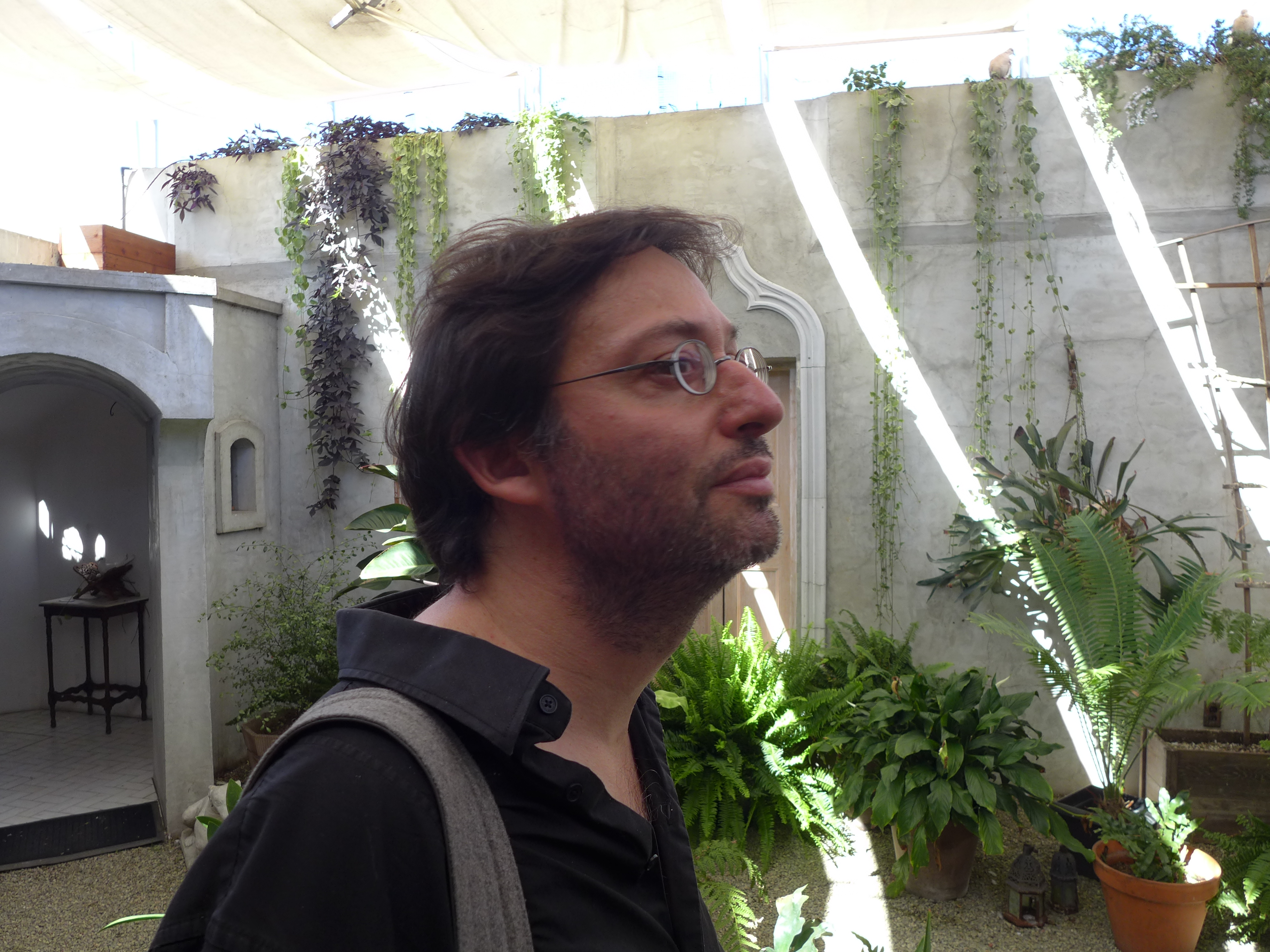
Oscar Strasnoy nel Museum of Jurassic Technology, Los Angeles

Oscar Strasnoy (Buenos Aires, 12 novembre 1970) è un compositore francese ed argentino di origine russa.

## Biografia
Strasnoy ha studiato il pianoforte e la direzione d'orchestra a Buenos Aires, la composizione al Conservatorio di Parigi con Guy Reibel, Michaël Levinas e Gérard Grisey e alla Musikhochschule di Francoforte con Hans Zender. È stato direttore musicale dell'Orchestre du CROUS di Parigi dal 1996 al 1998.
Le sue opere sono state presentate o eseguite in prima assoluta alla Staatsoper Unter den Linden di Berlino, Opéra-Comique di Parigi, Festival d'Aix-en-Provence, Théâtre du Châtelet, Staatsoper di Amburgo, Teatro Colón di Buenos Aires, Philharmonie di Berlino, Elbphilharmonie di Amburgo, Conservatorio di Mosca, Mozarteum Salzburg, Philharmonie Mosca, Theaterhaus Stuttgart, Radio France, Opera di Roma, Opera di Spoleto, Opera di Zurigo, Biennale di Venezia, Wigmore Hall di Londra, Festival Internacional Cervantino di Guanajuato, Opera di Lille, Opera di Rennes, Théâtre de Cornouaille, Opera di Lille, Opera di Nizza, Opera di Massy, Opera di Cergy, Grand Théâtre de Reims, Teatro San Martín di Buenos Aires, Teatro Argentino de La Plata.
Ha composto dodici opere per il palcoscenico, tra cui opere liriche (Midea, programmata grazie a Luciano Berio al Festival di Spoleto, nel 2000, L'instant, nel 2008, Le Bal, in anteprima all'Opera di Amburgo nel 2010), Requiem al Teatro Colón di Buenos Aires, opere da camera (Un retour, per il Festival d'Aix en Provence 2010 (libro/CD pubblicato da Actes-Sud), Cachafaz per il Théâtre National de Quimper e l'Opéra Comique de Paris), operette (Opérette, nel 2003 e Geschichte nel 2004). Ha collaborato con solisti come Ann Murray, Isabelle Faust, Ingrid Caven, Alexandre Tharaud, Garth Knox o Pablo Márquez, con scrittori come Alberto Manguel, Christoph Hein, Hans Magnus Enzensberger, Jean-Jacques Schuhl, Matthew Jocelyn, Alejandro Tantanian.
Ha diretto le orchestre della Philharmonique de Radio France, la National d'Ile-de-France, l'Opera di Bordeaux, l'Ensemble Resonanz di Amburgo, l'Akademie für Alte Musik di Berlino e altri ensemble. È un membro fondatore di SONGS, un ensemble interdisciplinare con sede a La Chaux-de-Fonds, Svizzera. Il Festival Présences de Radio France gli ha dedicato l'edizione 2012 con quattordici concerti al Théâtre du Châtelet di Parigi.
Le sue opere sono principalmente pubblicate da Universal Edition, Ed. Billaudot e Le Chant du Monde/Wise Music.
Vive a Berlino. 

## Discografia
- Hochzeitsvorbereitungen (mit B und K) CD Chant du Monde
- Un retour Livre-CD Actes-Sud
- Two tangos ("Derrumbe" e "Mano Brava") Paris-Buenos Aires, CD Bis records
- Œuvres pour orchestre, CD AEON, Orchestre Philharmonique de Radio France dirigé par Dima Slobodeniuk et Susanna Mälkki
- Tourbillon, in CD ERATO, da Alexandre Tharaud, pianoforte.
- An Island Far, CD Chant du Monde, Ensemble 2e2m, dir. Pierre Roullier.

## Pubblicazioni
- La stratification de la mémoire (fr-en) Colection 2e2m[collegamento interrotto]
- Un retour (fr-sp) Livre-CD Actes-Sud

## Premi
- Premio della Fondazione Konex, Argentina (2019)
- Premio della Fondazione "Francis et Mica Salabert" SACEM, Francia (2013).
- Premio du Nouveau Talent della SACD, Francia (2011)
- Grand Prix de la SACEM, Francia (2010)
- Premio "Maurice Ohana", Francia (2008)
- Borsa della Fondazione Guggenheim, NY (2007)
- Premio de l'Académie du Disque Lyrique al CD "Hochzeitsvorbereitungen (mit B und K)" (2007)
- Premio "Georges Enesco" della SACEM, Francia (2003)
- Premio Orpheus, Spoleto, per l'Opera "Midea" (1999)

## Editore
- Billaudot, su billaudot.com.
- Catalogo (PDF) Ed. Billaudot (PDF), su billaudot.com.
- Éditions du Chant du Monde, su chantdumonde.com (archiviato dall'url originale il 22 luglio 2011).
- Ricordi, su ricordi.it.